# Pfarrkirche Waldkirchen an der Thaya

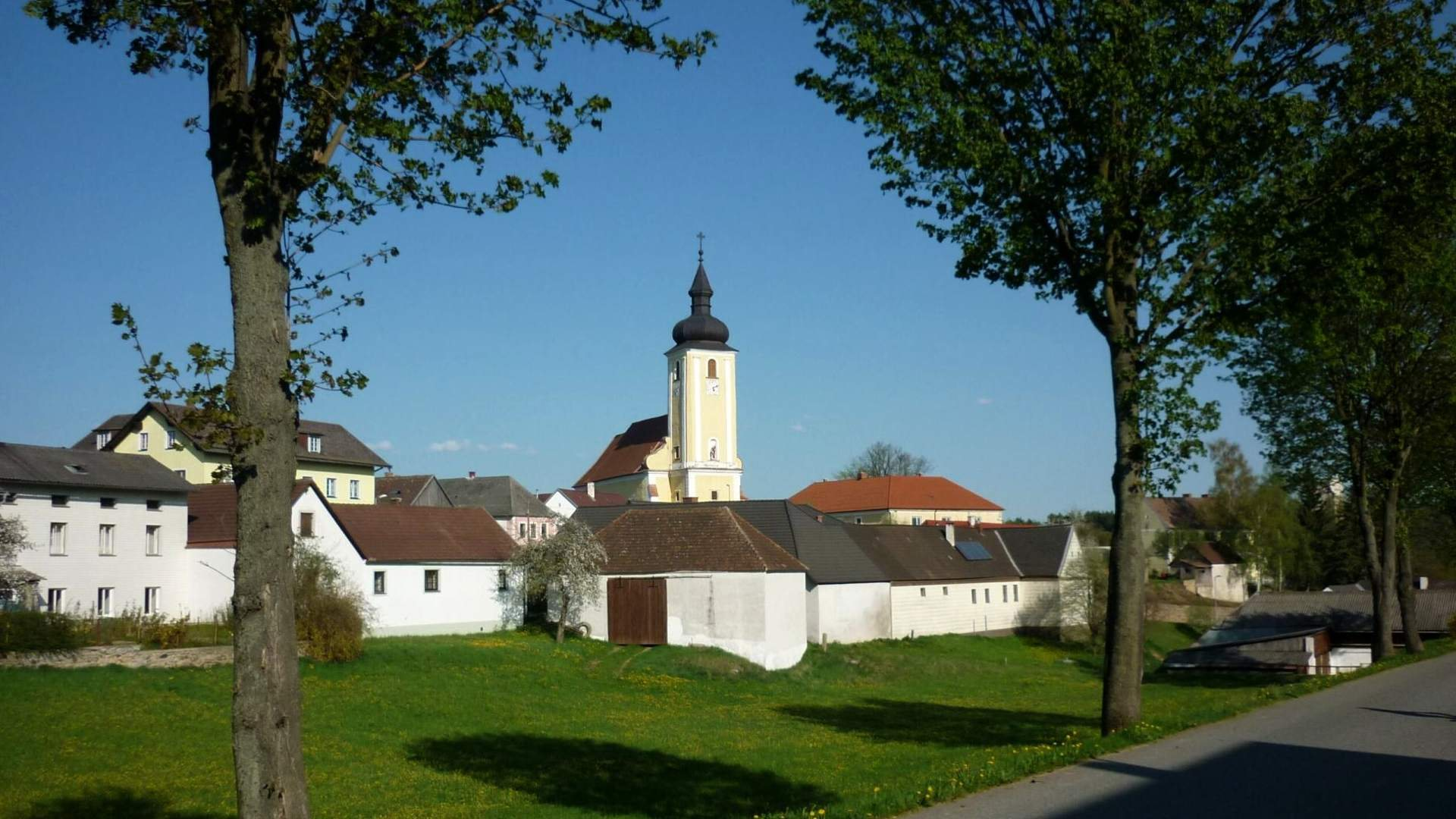
Katholische Pfarrkirche hl. Martin in Waldkirchen an der Thaya

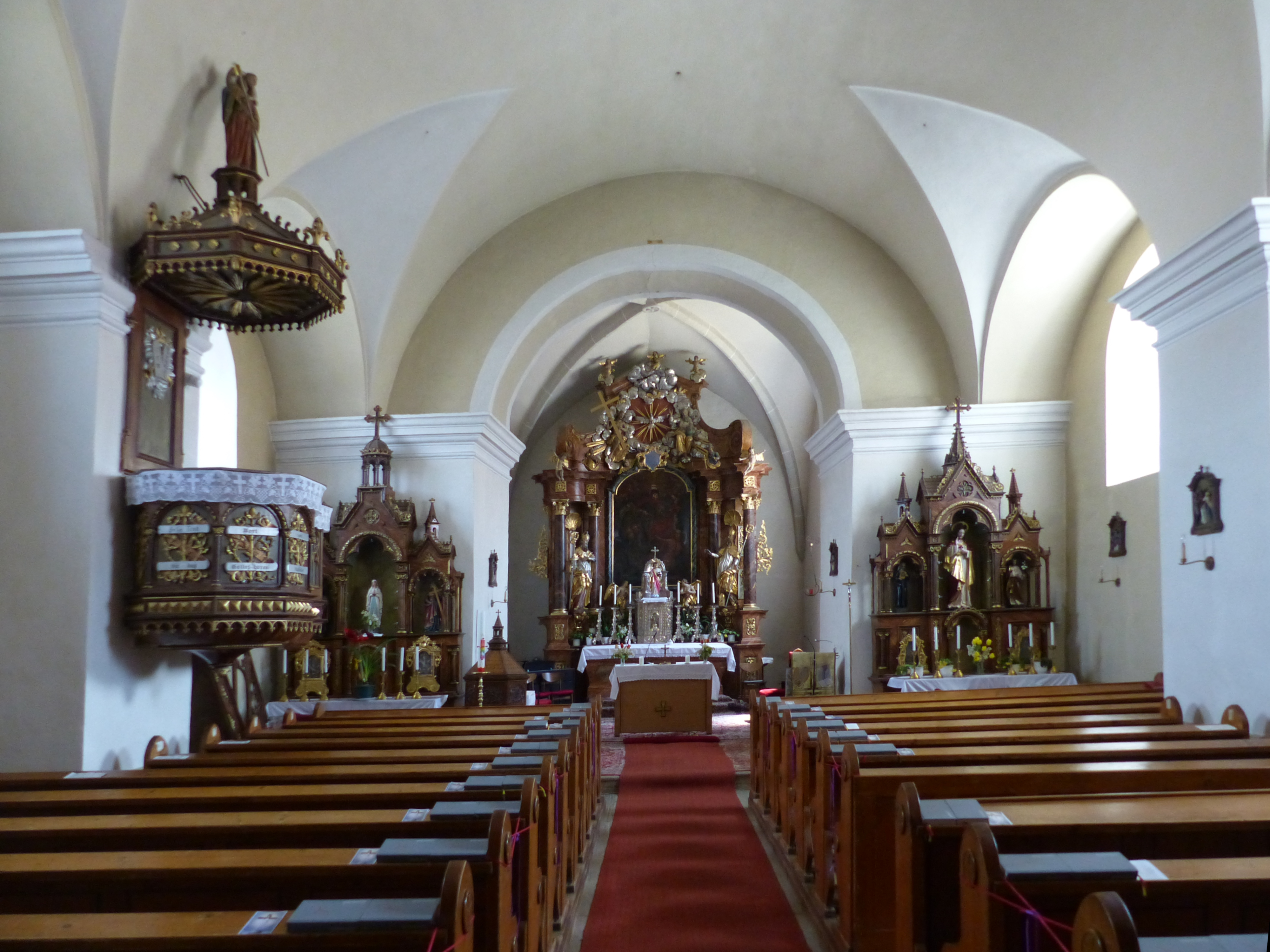
Langhaus, Blick zum Chor

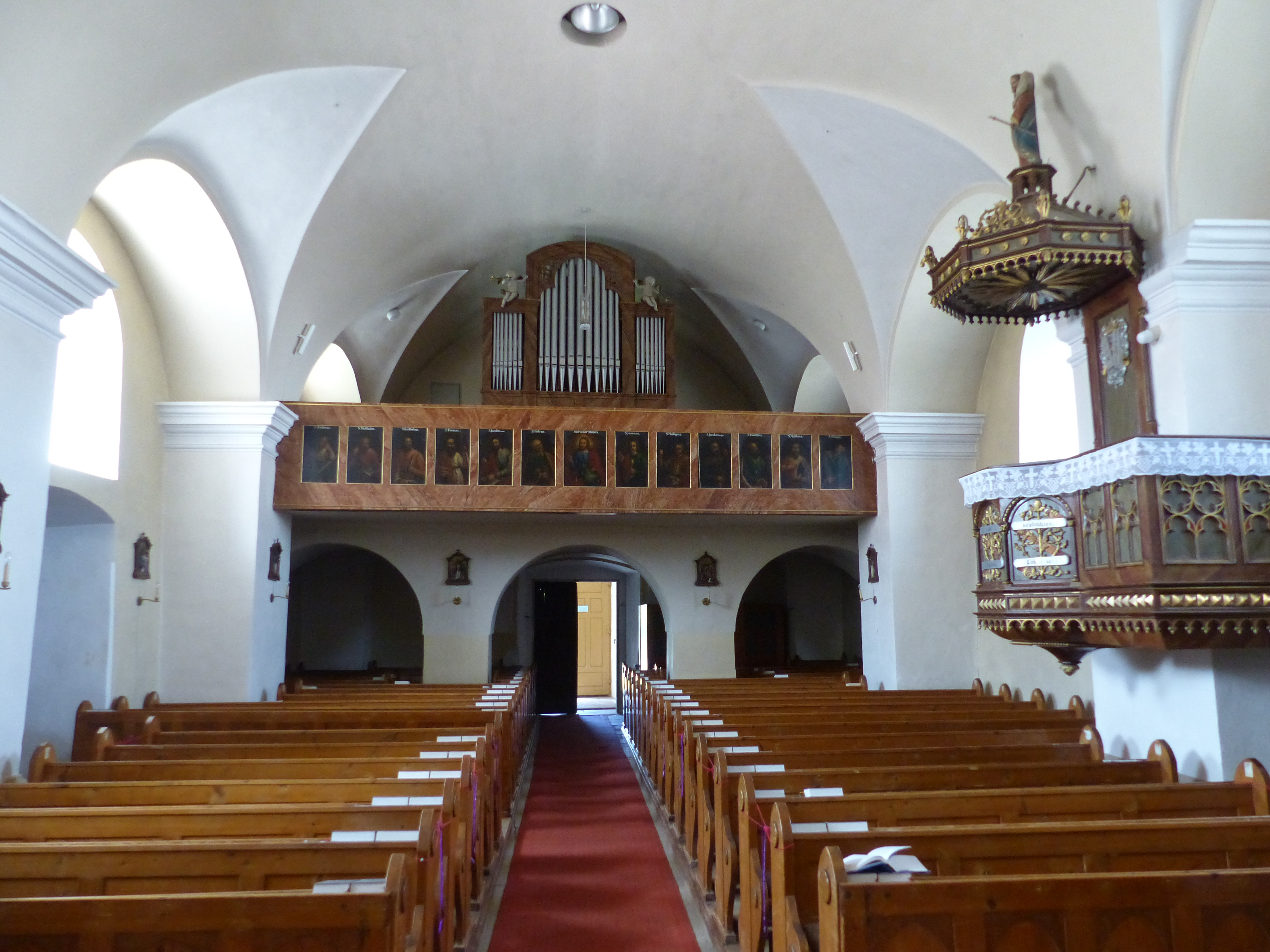
Chor, Blick zur Empore im Langhaus

Die römisch-katholische Pfarrkirche Waldkirchen an der Thaya steht erhöht über der nördlichen Randstraße im Osten der Ortschaft der Marktgemeinde Waldkirchen an der Thaya im Bezirk Waidhofen an der Thaya in Niederösterreich. Die dem Patrozinium des Heiligen Martin von Tours unterstellte Pfarrkirche gehört zum Dekanat Waidhofen an der Thaya in der Diözese St. Pölten. Die Kirche steht unter Denkmalschutz (Listeneintrag).

## Geschichte
Urkundlich wurde 1188 eine Kirche, 1282 eine Pfarre genannt. 1610 war ein Kirchenbrand. Von 1904 bis 1908 wurde die Kirche renoviert.

## Architektur
Die im Kern romanische und barockisierte Saalkirche mit einem barocken Westturm ist mit einem Friedhof mit Ummauerung und dem Pfarrhof um 1734 im Süden umgeben.
Das Kirchenäußere zeigt einen vorgestellten Westturm aus 1713 bis 1715 zwischen Volutengiebelanläufen, das ortsteingerahmte Erdgeschoß hat ein mächtiges Kragsturzportal, der Turm zeigt im Oberteil eine Kolossalpilasterordnung an den abgerundeten Ecken, eine Figurennische, rundbogige Schallfenster und einen Zwiebelhelm. Das 1729 umgestaltete schlichte Langhaus und der eingezogene Rechteckchor haben barocke rundbogige Fenster und ein umlaufendes Gesims, an den Langhausecken und der Chorostwand befinden sich abgetreppte Strebepfeiler, das Langhaus hat nordseitig dünne abgekappte, möglicherweise romanische Lisenenvorlagen. Südlich befindet sich am Langhaus ein barocker übergiebelter Portalvorbau mit einer Nischenfigur hl. Johannes Nepomuk. Südlich am Chor steht ein Sakristeianbau aus dem 19. Jahrhundert, nördlich am Chor steht eine ehemalige Heilig-Grab-Kapelle. Die Fassaden zeigen sich einheitlich mit gelbem Rieselputz mit glatten Faschen.
Das Kircheninnere zeigt eine kreuzgratgewölbte Turmvorhalle und ein Rechteckportal aus Granit. Vom romanischen Langhaus ist ein rundbogiges Fenster über dem Gewölbe aus 1729 erhalten. Das Langhaus hat ein dreijochiges Stichkappentonnengewölbe auf mächtigen Wandpfeilern. Die dreiachsige kreuzgratunterwölbte Orgelempore steht auf Pfeilerarkaden, die Empore wurde 1919 auf die Tiefe des Westjoches erweitert. Der eingezogene Triumphbogen ist rundbogig. Das quadratische Chorjoch hat ein Kreuzrippengewölbe mit einem Rosettenschlussstein um 1400, in der Ostwand befindet sich ein vermauertes romanisches Rundbogenfenster, nordseitig im Chor befindet sich ein Rechteckportal zur ehemaligen Heilig-Grab-Kapelle, diese ist zweijochig und kreuzgratgewölbt.

## Einrichtung
Der Hochaltar aus 1716, renoviert um 1740 und 1856 und restauriert 1906 und 1952, hat einen freistehenden Säulenädikulaaufbau mit einem Volutenauszug in Chorhöhe und marmoriertes Holz, er zeigt das Altarblatt Mantelspende des hl. Martin zwischen tempiettoartigen Seitenteilen mit den Figuren der Heiligen Augustinus und Ambrosius, auf dem Gebälk die Halbfiguren der Heiligen Peter und Paul und die Aufsatzfigur Heilige Dreifaltigkeit.
Eine Schnitzfigur hl. Maria mit Kind um 1500 und die Schnitzgruppe Anna lehrt Maria das Lesen aus 1747 sind in Verwahrung.
Das Taufbecken ist neugotisch. 
Die Orgelgehäuse aus 1923 mit 12 Registern (12/II/P) wurde von Matthäus Mauracher d. J. gebaut. Eine Glocke nennt 1492. Eine Glocke nennt Johann Georg Scheichel 1766.

## Grabdenkmäler
Außen
- Barocke Grabplatten aus dem 18. Jahrhundert.

Innen
- Im Granitplattenboden befinden sich Inschriftgrabplatten und eine Wappengrabplatte aus dem 18. Jahrhundert.